# Financial accounting

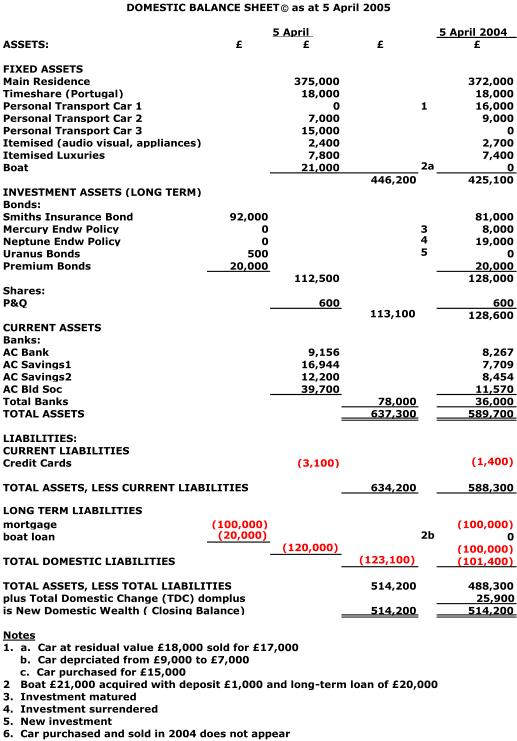
Een Balans, onderdeel van de externe verslaggeving.

Financial accounting is een tak binnen de accountingwereld die zich bezighoudt met de voorbereiding van financiële overzichten die opgesteld worden om externe stakeholders (bijvoorbeeld aandeelhouders, kredietverschaffers en diverse overheidsinstanties) inzicht te geven in de financiële positie van een bedrijf. Dit proces wordt ook externe verslaggeving genoemd.
Financiële overzichten die worden opgesteld voor intern gebruik vallen niet onder de financial accounting maar onder management accounting. 
De meest bekende vorm van externe verslaggeving zijn jaarverslagen en halfjaarlijke rapportages.

## Invulling
Accountants produceren financiële overzichten gebaseerd op de in dat land geldende General accepted accounting principes (GAAP). In het kader daarvan dient de externe verslaggeving de volgende onderdelen te bevatten:
- Algemene financiële overzichten (zoals een Balans, Kasstroomoverzicht, Resultatenrekening en een Overzicht van ingehouden winsten);
- Informatie die het management heeft gebruikt bij haar beslissingen, planning en evaluatie;
Noot: Ook belangrijke informatie die de toekomst van het bedrijf kan beïnvloeden dient hierin gemeld te worden;

Per land en zelfs per accounting-methode verschilt de informatie in externe verslaggeving aanwezig dient te zijn.

## Wetgeving
In de meeste landen, waaronder Nederland, zijn bedrijven bij wet verplicht om minimaal één keer per jaar financiële overzichten te overhandigen aan overheidsinstanties (in Nederland aan de Kamer van Koophandel). Voor beursgenoteerde bedrijven bestaat de additionele verplichting dat jaarverslagen ook voor buitenstaanders bij het bedrijf opvraagbaar zijn.

## Transparantie
Daar aandeelhouders, kredietverstrekkers en andere belanghebbenden hun beslissingen in relatie tot een bedrijf laten afhangen van de jaarverslagen van deze ondernemingen, is het voor bedrijven heel voordelig om in hun jaarverslag een (te) rooskleurige weergave van de cijfers te doen.
Foodconcern Ahold heeft hier in 2003 in Amerika grote problemen mee gekregen. Dochteronderneming US Foodservice had, door een andere rekenmethode toe te passen, te hoge winsten neergezet in hun externe verslaggeving. 
Alhoewel het niet verboden is om andere rekenmethodes toe te passen ter berekening van bijvoorbeeld de inkomsten, zijn bedrijven verplicht om dit soort belangrijke wijzigingen te vermelden, zodat belanghebbenden geen onjuist beeld van de werkelijkheid krijgen. 